# تاج‌خروس (سرده)
تاج خروس سرده‌ای از گیاهان گلدار است که دارای ۶۰ گونه متفاوت می‌باشد. گل‌های این گیاه به رنگ‌های بنفش، قرمز و زرد است. بسیاری از اعضای این سرده ویژگی‌ها و کاربردهای مشابهی با اعضای سرده سلوسیا دارند.
گیاهِ تاج خروس باید در معرض نورِ کامل خورشید قرار بگیرد و خاکش نیز باید ماسه‌ای، زهکش و غنی باشد.
اگرچه چندین گونه در این سرده علف هرز محسوب می‌شوند، مردم در سراسر دنیا از گونه‌های این سرده به عنوان سبزی، غلات و گیاه زینتی استفاده می‌کنند.
سرشار از مواد معدنی مانند کلسیم، پتاسیم، آهن، مس، منیزیم، فسفر و منگنز است.
میزان مناسب پروتئین و لیزین موجود در این گیاه برای سلامت موها و ناخن‌ها مفید است.
گیاه تاج خروس باعث کاهش کلسترول شده و به این ترتیب خطر سکتهٔ قلبی و بیماری‌های قلبی عروقی را کاهش می‌دهد.
برخی گونه‌های تاج خروس نیز به عنوان گیاه زینتی شناخته می‌شوند.

## گونه‌ها
- آمارانتوس بلیتوم – purple amaranth
- بستان‌افروز – love-lies-bleeding, pendant amaranth, tassel flower, quilete* تاج خروس سه‌رنگ – elephant head amaranth
- آمارانتوس بلیتوم
- بستان‌افروز – quinoa de Castilla
- تاج‌خروس – red-root amaranth, redroot pigweed, common amaranth
- تاج خروس سه‌رنگ – Joseph's-coat